# Neobisium dolicodactylum dolicodactylum
Neobisium dolicodactylum dolicodactylum es una subespecie de arácnido del orden Pseudoscorpionida de la familia Neobisiidae.

## Distribución geográfica
Se encuentra en Austria y en Italia.